# Vychesteblievskaïa
Vychesteblievskaïa (russe : Вышестеблиевская) est une stanitsa qui se trouve dans le sud de la Russie, dans la péninsule de Taman, sur le rivage du liman de Kiziltach. Elle dépend du raïon de Temriouk et du kraï de Krasnodar. Sa population était de 3 779 habitants en 2010. C'est le siège de la commune rurale du même nom (qui comprend également le village de Vinogradny de 1 776 habitants).

## Histoire
Elle a été fondée en 1794 par des cosaques du Kouban venus majoritairement des hauteurs du village de Steblov (actuelle Ukraine), d'où son nom. Il y plantent des vignobles. La culture de la vigne y est toujours importante aujourd'hui.

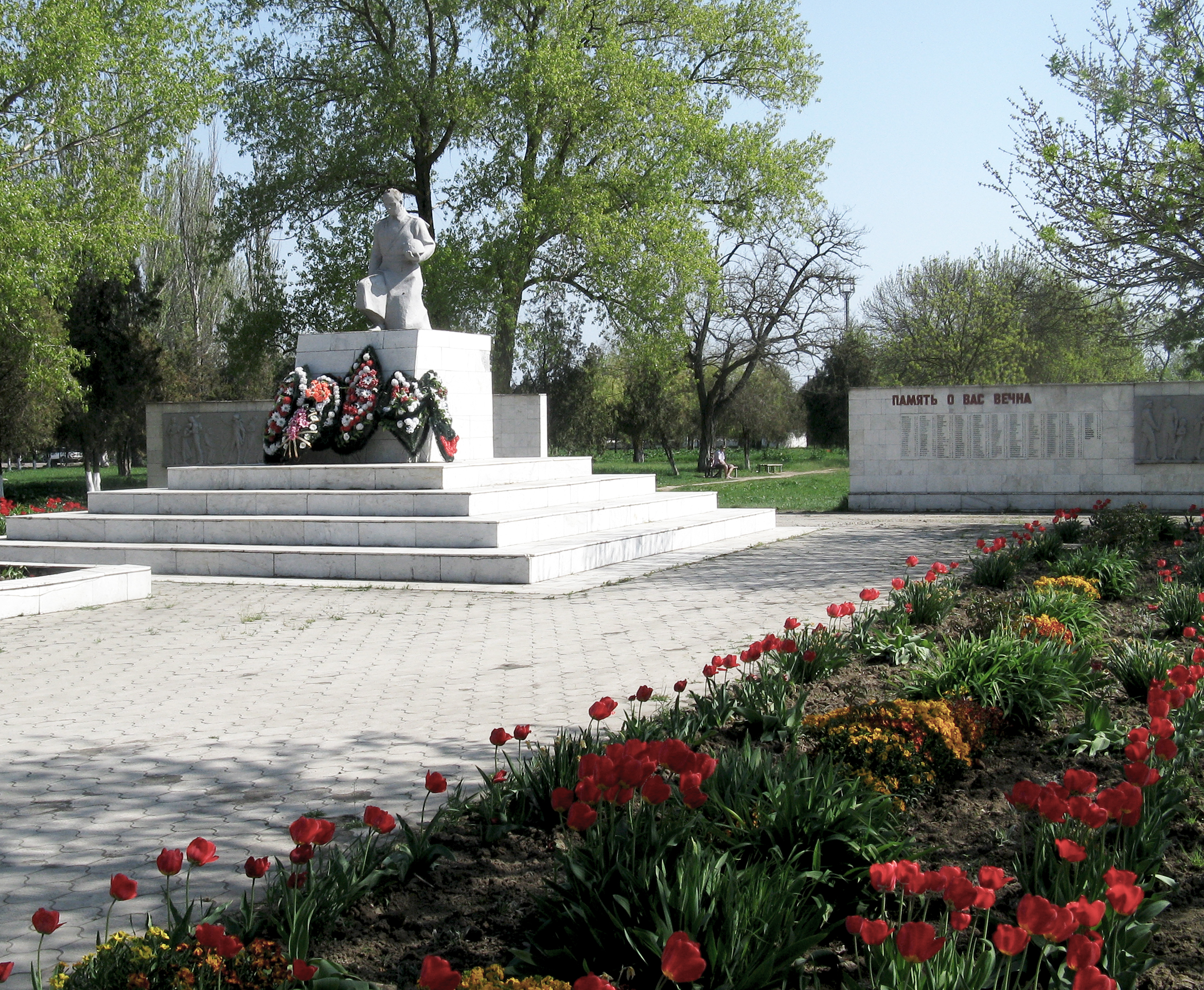
Monument aux morts de la Grande Guerre patriotique (1941-1945).